# حديقة بلاك وود الوطنية
بلاك وود هي حديقة وطنية في ولاية كوينزلاند، أستراليا، 924 كم شمال غرب بريزبان.